# Kısmet (serie televisiva)
Kısmet è una serie televisiva turca composta da 10 puntate, trasmessa su Fox dal 16 giugno al 25 agosto 2023, con protagonisti Cem Gelinoğlu e Özge Özacar.

## Trama
Doğan Saka e un giovane avvocato dalla carriera promettente, il quale è innamorato della sua vicina Melike Dağveren da quando aveva cinque anni, ma non riesce ad incontrarla a causa della freddezza da parte sua, la quale lo considera solo come un amico.

## Episodi
| Stagione       | Episodi | Prima TV Turchia | Prima TV Italia |
| -------------- | ------- | ---------------- | --------------- |
| Prima stagione | 10      | 2023             | inedita         |

## Personaggi e interpreti
- Doğan Saka, interpretato da Cem Gelinoğlu.
- Melike Dağveren, interpretata da Özge Özacar.
- Taner Dağveren, interpretato da Cenan Adıgüzel.
- Sema, interpretata da Lale Mansur.
- Namık Erdener, interpretato da Arif Pişkin.
- Reis, interpretato da Serdar Orçin.
- Cevdet, interpretato da Kerem Kupacı.
- Osman Ziverbey, interpretato da Erdal Küçükkömürcü.
- Melda, interpretata da Zeynep Kankonde.
- Sezen, interpretata da Yeliz Şar.
- Ceylan, interpretata da Ece Yaşar.
- Nilüfer, interpretata da Değer Soysal Alp.
- Nergis, interpretata da Neşe Baykent.
- Muammer, interpretato da Serhan Ernak.
- Peri, interpretato da Sezer Koç.
- Efe, interpretato da Göktuğ Yıldırım.
- Roza, interpretato da Deniz Gürkan.
- Ayşe, interpretata da Gökçe Şen.
- Bilal, interpretata da Nebi Tolga Yılmaz.
- Fidan, interpretata da Naz Öngen.
- Commissario Mert, interpretato da Polat Bilgin.

## Produzione
La serie è diretta da Semih Bağcı e Gül Sarıaltın, scritta da Mahinur Ergun e Yusuf Reha Alp e prodotta da NTC Medya.

### Riprese
Le riprese sono state effettuate da fine maggio a inizio agosto 2023 a Istanbul, in particolare nei quartieri di Beşiktaş, Galata e Balat.

## Promozione
L'esordio della serie, previsto per il 16 giugno 2023, è stato annunciato l'8 giugno attraverso i profili social della serie, di Fox e della società di produzione NTC Medya.

## Riconoscimenti
- Pantene Golden Butterfly Awards
  - 2023: Candidatura come Miglior serie televisiva di commedia romantica per Kısmet[11]
  - 2023: Candidatura come Miglior attore in una serie di commedia romantica a Cem Gelinoğlu[11]
  - 2023: Candidatura come Miglior attrice in una serie di commedia romantica a Özge Özacar[11]
  - 2023: Candidatura come Miglior attore in una serie di commedia romantica a Cenan Adıgüzel[11]